# Rivera San Sebastián
Rivera San Sebastián är en ort i Mexiko.   Den ligger i kommunen Rayón och delstaten Chiapas, i den sydöstra delen av landet, 700 km öster om huvudstaden Mexico City. Rivera San Sebastián ligger 2 027 meter över havet och antalet invånare är 197.
Terrängen runt Rivera San Sebastián är varierad. Rivera San Sebastián ligger uppe på en höjd. Runt Rivera San Sebastián är det ganska tätbefolkat, med 86 invånare per kvadratkilometer. Närmaste större samhälle är Pueblo Nuevo Jolistahuacan, 8,4 km sydost om Rivera San Sebastián. I omgivningarna runt Rivera San Sebastián växer i huvudsak städsegrön lövskog.